# Charles Beattie
Charles Beattie (* 1899; † 10. März 1958) war ein britischer Politiker, Farmer und Auktionator. Er war Mitglied der Ulster Unionist Party in Nordirland.
Beattie bewirtschaftete eine Farm und wurde um 1944 Auktionator von Grundstücken, die er vor den jeweiligen Versteigerungen in den Tageszeitungen veröffentlichte. Er war Mitglied der Nordirischen Unionisten. Seit 1951 war er auch in der Farmer-Vereinigung von Ulster tätig und wurde Mitglied des Landwirtschaftsausschusses von Tyrone. Beattie wurde auch aktives Mitglied des Oranier-Ordens. Er war unter anderem Kämmerer des Ordens in seinem Bezirk. 
Beattie gehörte dem Unterhaus für den Wahlkreis Mid Ulster von 1955 bis 1956 an. Über ihn gab es nach der Wahl einen Rechtsstreit, da er gleichzeitig mehrere bezahlte öffentliche Ämter innehatte. So war Beattie Mitglied der nordirischen Versicherungsbeiräte (Northern Ireland National Insurance Tribunal und National Assistance Tribunal). Ein Ausschuss des Unterhauses empfahl, Beatties Wahl deshalb für ungültig zu erklären. Am 7. Februar 1956 wurde diese Empfehlung angenommen.
Charles Beattie hatte mit seiner Frau Eileen einen Sohn und zwei Töchter. 